# Coup d'État de 1954 en Syrie
Guerre froide arabe
Le coup d'État syrien de 1954 a eu lieu en février de la même année pour renverser le gouvernement d'Adib Chichakli. À la tête du mouvement anti-Chichakli se trouvaient l'ancien président Hachem al-Atassi et le vétéran druze Sultan el-Atrache.

## Contexte
Le colonel Adib Chichakli est arrivé au pouvoir par un coup d’État en décembre 1951, instaurant une autocratie militaire.En tant que dirigeant de la Syrie, Chichakli a adopté une politique de panarabisme, répondant aux aspirations de la majorité arabe syrienne. Cependant, il s’est fréquemment opposé à la minorité druze de la montagne Druze, qu’il accusait de comploter contre son gouvernement avec l’appui financier de la Jordanie. En 1954, pour réprimer la résistance druze à son autorité, il ordonna le bombardement de leurs bastions.

## Chute du régime
Le mécontentement croissant à l’égard d’Adib Chichakli mena à un coup d’État en février 1954, qui mit fin à son régime. Parmi les conspirateurs figuraient des membres du Parti communiste syrien, des officiers druzes, des membres du parti Baas, ainsi que des soutiens potentiels provenant de l’Irak. Chichakli avait auparavant arrêté plusieurs officiers de l’armée syrienne, dont le jeune Adnan al-Malki, un baasiste influent.
Le mouvement anti-Chichakli était dirigé par l’ancien président Hachem al-Atassi et le leader druze Sultan el-Atrache. La plus grande réunion d’opposants à Chichakli eut lieu au domicile d’Al-Atassi à Homs. En réaction, Chichakli fit arrêter les fils d’Al-Atassi et d’Al-Atrache, Adnan et Mansour, qui occupaient des postes politiques de premier plan en Syrie.
Alors que l’insurrection atteignait son point culminant, Chichakli décida de se retirer pour éviter une guerre civile en Syrie. Il s’exila d’abord au Liban, mais, menacé de mort par le leader druze Kamal Joumblatt, il se réfugia finalement au Brésil.

## Conséquences
Après son renversement, Adib Chichakli continua de manœuvrer politiquement, s’appuyant sur des factions rivales au sein de l’armée. Ces luttes d’influence finirent par porter au pouvoir des éléments nationalistes arabes et socialistes. Les premières années de l’indépendance syrienne restèrent marquées par une forte instabilité politique.
Avant l’union entre la Syrie et l’Égypte en 1958, Chichakli envisagea de revenir en Syrie pour tenter un nouveau coup d’État, en utilisant des fonds fournis par l’Irak. Cependant, son projet fut déjoué par les services de renseignement syriens, et il fut condamné à mort par contumace.